# Antoine Sénard

Antoine Sénard

Antoine Marie Jules Sénard (* 9. April 1800 in Rouen; † 29. Oktober 1885 in Paris) war ein französischer Politiker. In der Zweiten Republik bekleidete er das Amt des Innenministers. Er war mehrfach Abgeordneter.
Im Alter von 19 Jahren ließ sich Sénard als Anwalt in seiner Geburtsstadt Rouen nieder. In der Julimonarchie ging er in Opposition zu Ludwig Philipp und organisierte im Rahmen der Bankettkampagne im Dezember 1847 ein Bankett in Rouen. Im März 1848 von der provisorischen Regierung zum Generalstaatsanwalt von Rouen ernannt, trat Sénard zurück, um an der Wahl zur Assemblée constituante, der konstituierenden Nationalversammlung, am 23. April 1848 anzutreten. Er gewann die Wahl für das Département Seine-Inférieure.
Indem er gewaltlos Arbeiteraufstände in Elbeuf und Rouen unterdrückte, schuf er sich einen Ruf als Mann der Ordnung im Parlament. Am 5. Juni 1848 wurde er zum Vorsitzenden der Assemblée constituante gewählt. Beim Juniaufstand unterstützte Sénard Louis-Eugène Cavaignac und wurde daraufhin am 28. Juni zum französischen Innenminister in Cavaignacs Regierung berufen; einen Tag später gab er den Vorsitz des Parlamentes auf. Am 13. Oktober desselben Jahres legte Sénard sein Ministeramt wieder nieder und ging nach der Wahl Napoléon III. zu diesem in Opposition.
Bei der Wahl 1849 zur Assemblée nationale législative, der gesetzgebenden Nationalversammlung, scheiterte Sénard und registrierte sich als Anwalt in Paris. Er trat am 8. Februar 1871 erneut erfolglos bei den Wahlen zur Nationalversammlung an, siegte aber 1874 bei den Nachwahlen im Département Seine-et-Oise. 1876 weigerte er sich, bei den Neuwahlen anzutreten, kandidierte aber wieder nach Auflösung der Kammer durch Mac-Mahon am 14. Oktober 1877 für den ersten Wahlkreis von Pontoise und wurde gewählt. Er unterstützte das republikanische Kabinett und verlangte ihm im Namen der Linken eine strikt republikanische Politik ab. Sénard stellte sich 1881 erneut der Wahl, wurde jedoch nicht wiedergewählt.
Die Ernennung zum Ritter der Ehrenlegion lehnte Sénard 1876 ab.